# Miconia tetrazygioides
Miconia tetrazygioides är en tvåhjärtbladig växtart som beskrevs av Ignatz Urban och Erik Leonard Ekman. Miconia tetrazygioides ingår i släktet Miconia och familjen Melastomataceae. Inga underarter finns listade i Catalogue of Life.